# Nuits de Téhéran (film)
Cet article concerne le film. Pour le roman, voir Nuits de Téhéran.
Pour plus de détails, voir Fiche technique et Distribution.
Nuits de Téhéran (en persan : شبهای تهران, Shabhaye Tehran) est un film iranien de Dariush Farhang, sorti en 2001, inspiré du roman de Ghazaleh Alizadeh, Nuits de Téhéran.

## Synopsis
Shirin Ghavami et Mina Irani sont deux étudiantes qui, pour leur mémoire de maitrise, ont produit ensemble un reportage sur les séquelles sociales dans la grande capitale iranienne, Téhéran. C’est un sujet délicat qui a été élaboré courageusement par les deux jeunes filles. Entre temps, un meurtrier anonyme s'en prend à des jeunes filles aux yeux bleus. Shirin et Mina accompagnées de Monsieur Rahmat, concierge du bureau, et un jeune gars nommé Farhad se penchent sur le sujet. Ils reçoivent des menaces et Mina est assassinée.
Shirin se met à la recherche du meurtrier et puisque la dernière fois la victime a été vue dans une des voitures de marque Paykan de couleur blanche, elle soupçonne tous les conducteurs possédant ce modèle. Un soir, alors qu'elle enquête, Shirin tombe sur Monsieur Rahmat. A priori, contente de ces retrouvailles, Shirin découvre avec surprise qu’il est le meurtrier. Alors qu'il veut la tuer, Farhad arrive pour la sauver. Rahmat blesse Farhad d’un coup de couteau et poursuit Shirin. Alors qu'elle est piégée dans un parking, Farhad revient avec des policiers pour la secourir.

## Fiche technique
- Titre en français : Nuits de Téhéran
- Titre original : شبهای تهران (Shabhaye Tehran)
- Réalisation : Dariush Farhang
- Scénario : Tahmineh Milani
- Musique : Mohammad Reza Aligholi
- Production : Hassan Zandbaf, Reza Banki, Abdolah Alikhani, Hossein Farahbakh
- Éditeurs : Kaveh Imani, Hossein Zandbaf
- Pays :  Iran
- Durée  : 87 minutes
- Langue  : persan, anglais
- Date de sortie : 2001

## Distribution
- Shghayegh Farahani : Mina
- Mitra Hajjar : Shirin
- Yousef Moradian : Farhad
- Farhad Ayish : Monsieur Rahmat
- Hossein Saharkhiz : Officier de police
- Zohreh Hamidi : Tante
- Mahvash Vaghari : Mère de Mina
- Ramsin Kebriti : Saeedi